# 代纳
代纳（法語：Dénat，法語發音：[dena]）是法国奥克西塔尼大区塔恩省的一个市镇，属于阿尔比区。

## 地理
代纳（43°50'47"N, 2°12'18"E）面积15.01 平方千米，位于法国奧克西塔尼大區塔恩省，该省份为法国南部内陆省份，北起顺时针与阿韦龙省、埃罗省、奥德省、上加龙省和塔恩-加龙省接壤。
与代纳接壤的市镇（或旧市镇、城区）包括：福克、弗雷热罗勒、拉米拉里耶、隆贝尔、泰尔德邦卡列、皮古宗。

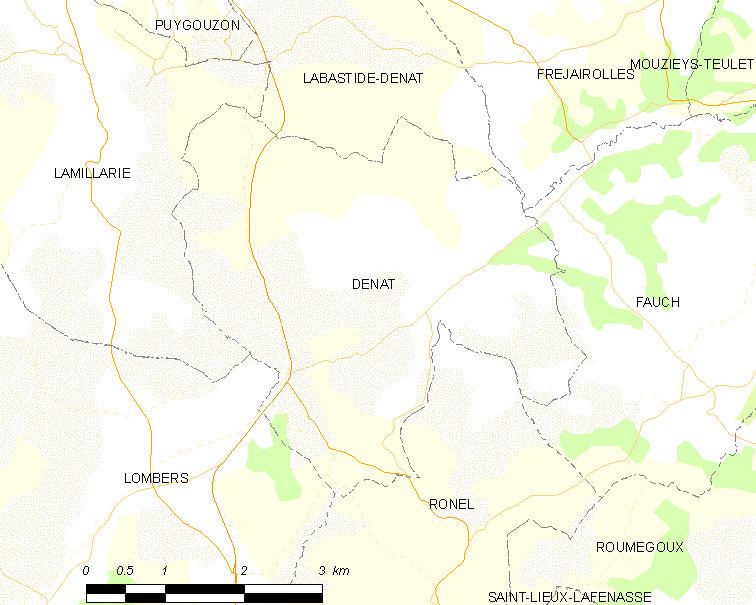
代纳的OSM定位图

代纳的时区为UTC+01:00、UTC+02:00（夏令时）。

## 行政
代纳的邮政编码为81120，INSEE市镇编码为81079。

## 政治
代纳所属的省级选区为圣瑞埃里县。

## 人口

1962-2008年间代纳人口变化图示

代纳于2022年1月1日时的人口数量为845人。